# Владов, Дмитрий Михайлович
Дми́трий Миха́йлович Вла́дов (укр. Дмитро Михайлович Владов; 12 марта 1990, Заря, Одесская область, Украинская ССР, СССР) — украинский футболист, полузащитник.

## Игровая карьера

### Клубная карьера
Воспитанник одесского «Черноморца». Первый тренер — А. Н. Кучеревский. В июле 2007 году попал в молодёжный состав «Черноморца». В чемпионате Украины дебютировал 1 августа 2008 года в домашнем матче против львовских «Карпат» (3:0), Владов начал матч в основе, но на 73 минуте был заменён на Руслана Гилазева. Дмитрий мог дебютировать в чемпионате намного раньше, но у него была травма руки.

### Карьера в сборной
В составе юношеской сборной Украины до 19 лет сыграл 8 матчей. Вместе с командой завоевал бронзовые медали на мемориале Валентина Гранаткина в 2008 году.
В марте 2010 года был вызван в расположение молодёжной сборной Украины до 21 года.